# Love All Over Me
Love All Over Me är en R&B-ballad framförd av den amerikanska sångerskan Monica, producerad av Jermaine Dupri och Bryan-Michael Cox samt skriven av Crystal Johnson för sångerskans sjätte studioalbum Still Standing. 
Sången släpptes som skivans andra singel den 31 maj 2010 till Urban AC-radiostationer. Singeln blev Monicas andra topp-fem hit från skivan på USA:s R&B-lista. Sången klättrar i nuläget dessutom på USA:s Billboard Hot 100. 

## Musikvideo
Den Chris Robinson- regisserade musikvideon för singeln hade premiär torsdagen den 15 juli 2010 på 106 & Park. Videons handling baseras på Monicas val mellan att gifta sig med en gammal kärlek porträtterad av rapparen Maino eller en ny kärlek spelad av Shannon Brown. Efter videons premiär kunde fans rösta om vilken kärlek Monica skulle välja. Den 23 juli 2010 visades den slutgiltiga versionen av videon där Monica gifter sig med sin nya kärlek. 

## Listor
| Lista (2010)                      | Topp position |
| --------------------------------- | ------------- |
| Amerikanska Billboard Hot 100     | 58            |
| Amerikanska Hot R&B/Hip-Hop Songs | 2             |

## Release-historik
| Region | Datum        | Typ              |
| ------ | ------------ | ---------------- |
| USA    | 31 maj 2010  | Urban AC         |
| USA    | 15 juni 2010 | Urban mainstream |